# Robert Eiter

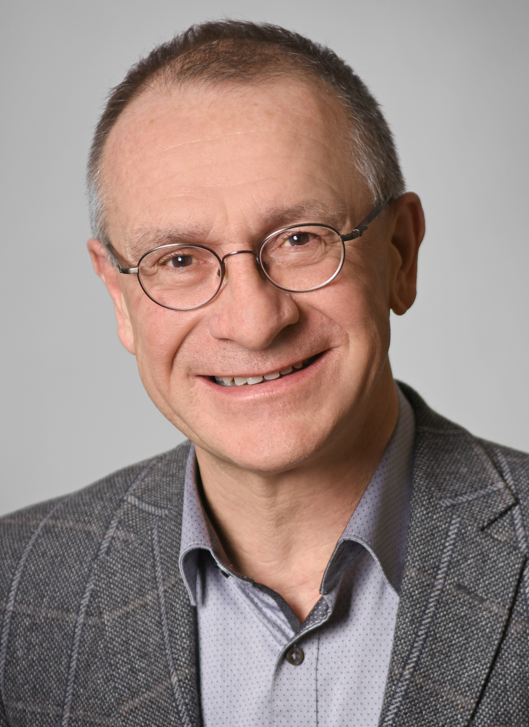

Robert Eiter (* 1960 in Wels) ist ein österreichischer Jurist, Journalist, Sprecher des Oberösterreichischen Netzwerks gegen Rassismus und Rechtsextremismus sowie Vorstandsmitglied des Mauthausen Komitees Österreich. Von 1984 bis 2010 war er Vorsitzender der Welser Initiative gegen Faschismus (Antifa).

## Welser Initiative gegen Faschismus
Diese unabhängige Initiative wurde 1984 von Robert Eiter mitbegründet. Sie engagiert sich gegen Rechtsextremismus, Rassismus und Antisemitismus.
Weithin bekannt machte die Initiative der lange, heftige Konflikt um die „braunen Flecken“ von Wels. Es handelte sich dabei um Symbole mit NS-Bezug, darunter eine Waffen-SS-Gedenktafel in der stadteigenen Sigmar-Kapelle. Die Entfernung der „braunen Flecken“ setzte die Antifa in den Jahren 1995/97 durch. Dieselbe Hartnäckigkeit führte 1998/99 auch zur Auflösung des rechtsextremen Vereins Dichterstein Offenhausen.
Auf Betreiben der damals von Eiter geführten Antifa lud die Stadt Wels ihre vertriebenen jüdischen Bürgerinnen und Bürger ein, errichtete drei Mahnmale für NS-Opfer und benannte in diesem Sinn auch mehrere Straßen, etwa nach Anne Frank und Rosa Jochmann.
Alljährlich organisiert die Antifa in Wels und Gunskirchen Gedenkkundgebungen. Viele bekannte Persönlichkeiten haben auf diesen Kundgebungen bereits gesprochen, darunter der österreichische Bundespräsident Heinz Fischer, die Schauspieler Christiane Hörbiger, Dietmar Schönherr, Harald Krassnitzer und Erwin Steinhauer, die Schriftsteller Michael Köhlmeier, Robert Schindel und Doron Rabinovici sowie der Politikwissenschafter Anton Pelinka.
Schon seit den 1990er-Jahren sorgt die Initiative auch gemeinsam mit den Welser Schulen für Erinnerungsarbeit: Beispielsweise sahen rund 6000 Jugendliche in Sondervorstellungen der Antifa den Film „Schindlers Liste“, mehr als 5000 nahmen an Zeitzeugenprogrammen mit KZ-Überlebenden teil.
Die Initiative verleiht seit 2000 jedes Jahr den Elfriede-Grünberg-Preis an Persönlichkeiten, die für Demokratie, Menschenrechte und Integration sowie gegen Rechtsextremismus, Rassismus und Antisemitismus Besonderes geleistet haben. Elfriede Grünberg (1929 – 1942) war ein jüdisches Mädchen aus Wels, das von den Nationalsozialisten ermordet wurde.
Auf humanitärem Gebiet half die Antifa unter anderem der Familie des Todesopfers eines neonazistischen Brandanschlages.
Im November 2010 trat Eiter als Vorsitzender der Welser Antifa zurück. Sein Nachfolger ist Werner Retzl.

## OÖ. Netzwerk gegen Rassismus und Rechtsextremismus
Eiter ist Mitbegründer und Sprecher des Oberösterreichischen Netzwerks gegen Rassismus und Rechtsextremismus. Dieses Netzwerk besteht seit 2001. Mittlerweile gehören ihm 93 (Stand Juli 2023) politische, religiöse, kulturelle und humanitäre Organisationen an – von der Katholischen Aktion über die Gewerkschaftsjugend bis zur Pfadfinderbewegung.
Das Netzwerk sorgt durch einen Newsletter für die laufende Information seiner Mitgliedsorganisationen. Es thematisiert antifaschistische Anliegen wie die wirksame Bekämpfung rechtsextremer Straftaten oder die Beendigung von Subventionen der OÖ. Landesregierung für rechtsextreme Burschenschaften. Mit diesen Anliegen tritt das Netzwerk immer wieder an Medien, Politik und Behörden heran.
Außerdem gibt es zweimal jährlich Kleine Netzwerk-Treffen in Linz und einmal jährlich ein Großes Netzwerk-Treffen im Bildungshaus Schloss Puchberg in Wels. An letzterem nehmen immer Personen und Organisationen aus mehreren österreichischen Bundesländern sowie aus Bayern teil.

## Mauthausen Komitee Österreich (MKÖ)
Darüber hinaus ist Eiter seit 2002 Mitglied des Bundesvorstandes des Mauthausen Komitees Österreich (MKÖ). Er koordiniert die 14 regionalen Gruppen des Mauthausen Komitees in Oberösterreich und leistet Medienarbeit auf Landes- und Bundesebene. An der Reform des Verhetzungsparagrafen (2015/16) hat Eiter wesentlich mitgewirkt. Als Mitglied der Expertengruppe des Justizministeriums ist er auch an der Reform des Verbotsgesetzes beteiligt.

## Sonstiges
Robert Eiter gehört zu den Unterstützern der Idee, im Geburtshaus von Adolf Hitler in Braunau am Inn ein Haus der Verantwortung einzurichten.
Beruflich war Eiter bis zu seiner Pensionierung Mitte 2023 in der Arbeiterkammer Oberösterreich tätig.

## Auszeichnungen
2000 erhielt die von Robert Eiter mitgegründete Welser Initiative gegen Faschismus den Solidaritätspreis der Kirchenzeitung der Diözese Linz. 2009 wurde Robert Eiter für sein antifaschistisches Engagement mit der Goldenen Humanitätsmedaille der Stadt Wels ausgezeichnet. 2022 wurde er mit dem Goldenen Ehrenzeichen für Verdienste um die Republik Österreich gewürdigt.

## Belege
1. ↑  Berichte: Welser Antifa verlieh Elfriede-Grünberg-Preis – Werner Retzl löste Robert Eiter als Vorsitzender ab (Memento vom 6. Juli 2011 im Internet Archive) Website des OÖ. (oberösterreichischen) Netzwerks gegen Rassismus und Rechtsextremismus.
2. 1 2 3  Wer fürchtet sich vorm weißen Mann? Rechtsextreme Subkultur und Fundamentalismus in Österreich. (PDF; 196 kB) In: jugendreferat.steiermark.at. Nachlese zur Tagung vom 20. Oktober 2009, abgerufen am 3. April 2019.
3. ↑  Berichte: Welser Antifa verlieh Elfriede-Grünberg-Preis – Werner Retzl löste Robert Eiter als Vorsitzender ab (Memento vom 6. Juli 2011 im Internet Archive) Website des Oberösterreichischen Netzwerks gegen Rassismus und Rechtsextremismus.
4. ↑  Mauthausen Komitee Österreich. Der Vorstand. In: mkoe.at. Abgerufen am 3. April 2019.
5. ↑  Liste der Unterstützer auf HRB.at (House of Responsibility - Braunau am Inn), abgerufen am 22. Januar 2020.
6. ↑  Goldenes Ehrenzeichen für Antifaschist Robert Eiter. In: DerStandard.at. 27. April 2022, abgerufen am 27. April 2022.

| Personendaten    | Personendaten                                                                                                |
| ---------------- | --- |
| NAME             | Eiter, Robert                                                                                                |
| KURZBESCHREIBUNG | österreichischer Antifaschist, Vorsitzender und Mitbegründer der Welser Initiative gegen Faschismus (Antifa) |
| GEBURTSDATUM     | 1960 |
| GEBURTSORT       | Wels |